# Mihnea Chioveanu
Mihnea Chioveanu (n. 21 august 1987, București, România) este un jucător român de polo pe apă.  La Jocurile Olimpice de vară din 2012, unde a terminat pe locul zece alături de echipa națională masculină de polo pe apă a României. Are 1,80 m înălțime.